# Glutarsyra
Glutarsyra är en alifatisk dikarboxylsyra. På grund av sitt udda antal kolatomer uppvisar syran flera anmärkningsvärda egenskaper jämfört med sina homologer bärnstenssyra och adipinsyra. Den är en hög vattenlöslighet (430 g/l) och dess relativt låga kokpunkt på 98 °C är lägst bland dikarboxylsyrorna. Den används vid tillverkning av polyester, polyamid, mjukgörare och korrosionshämmare.
Glutarsyra kan framställas genom ringöppning av gamma-butyrolakton med cyanid, varpå den erhållna produkten hydrolyseras till disyran.